# 1942
Évszázadok: 19. század – 20. század – 21. század
Évtizedek: 1890-es évek – 1900-as évek – 1910-es évek – 1920-as évek – 1930-as évek – 1940-es évek – 1950-es évek – 1960-as évek – 1970-es évek – 1980-as évek – 1990-es évek
Évek: 1937 – 1938 – 1939 – 1940 –  1941 – 1942 – 1943 – 1944 – 1945 – 1946 – 1947

## Események

### Január
- január 2. – Manilát, a Fülöp-szigetek fővárosát elfoglalják a japán csapatok.
- január 4. – A magyar csendőrség fellép a partizánok ellen a Sajkásvidéken.[1]
- január 5. – Varsóban megalakul a Lengyel Munkáspárt (PPR). (Titkára Marcell Nowotko, majd meggyilkolása után, november 28-tól Pawel Finder.)[2]
- január 9. – A londoni emigráns kormány élén Dušan Simović-ot a nagyszerb orientációjú Slobodan Jovanović váltja fel. (A Simović-kormány január 13-áig marad hivatalban.)[3]
- január 10. – Kezdetét veszi Indonézia japán ellenőrzése.
- január 11. – Kuala Lumpurt elfoglalják a japánok.
- január 12. – Kezdetét veszi a német hadvezetés „Dobverés” fedőnevű akciója. (A német U-Bootok 1942 júliusáig az Egyesült Államok keleti partja előtt közel 500 hajót süllyesztettek el legénységgel együtt.)[4]
- január 15. – 
  - Magyarországon bevezetik a liszt- és kenyérjegyet, illetve fejadagot.[5]
  - Pánamerikai értekezlet Rio de Janeiróban.
- január 19. – Újabb csehszlovák-lengyel nyilatkozat jelenik meg a háború utáni közös államalakulat létrehozásáról, de a két emigráns kormány eltérő külpolitikai kapcsolatrendszere, a Szovjetunió eltérő megítélése végül az egész tervezetet sikertelenségre kárhoztatja.[6]
- január 20. – A wannseei konferencia „a zsidókérdés végső megoldásának” megtervezéséről és végrehajtásáról.[7]
- január 21–23.  – Újvidéki vérengzés.[8]
- január 22. – A moszkvai és tulai területek felett a – német erőket fokozatosan kiszorító – szovjet csapatok veszik át az ellenőrzést.

### Február
- február 3. – A londoni lengyel emigrációs kormány létrehozza a Nemzeti Tanácsot és a parlamentet.[2]
- február 5. – A Szovjetunió területén elkezdődik az 1. csehszlovák ezred toborzása.[6]
- február 8.
  - Elkezdődik a görögországi zsidók deportálása.[8]
  - Fritz Todt, a Német Birodalom fegyverkezési és lőszerellátási miniszterének halálát követően a tárca élére Albert Speer, a Führer főépítésze kerül.[9]
- február 14. – A lengyel emigrációs kormány a Fegyveres Harci Szövetségeket (ZWZ) Honi Hadsereggé (Armia Krajowa) alakítja át.[2]
- február 15.
  - Szingapúr japán kézen.
  - Kihirdetik az 1942:II. törvénycikket a kormányzóhelyettesi méltóságról.[10]
- február 18. – Eredménytelen rádiós tárgyalások kezdődnek a Szovjetunió és Josip Broz Tito között a partizánok anyagi támogatásáról.[3]
- február 19. – Az országgyűlés Horthy Istvánt kormányzóhelyettesé választja.[10]

### Március
- március 8. – A japán csapatok megszállják Rangunt.
- március 9. – Magyarországon a Bárdossy-kormány lemond, Kállay Miklós az új kormányfő.[11]
- március 25. – Megkezdődik a szlovákiai zsidók deportálása a lengyelországi haláltáborokba. (Október 20-áig 58 000 zsidót deportálnak.)[6]
- március 27. – Elhagyja Franciaországot a deportáltak első vonatszerelvénye.
- március 28–29. – A Lübeck elleni brit éjszakai bombatámadással a szövetséges csapatok először próbálják ki a szőnyegbombázást egy város lakónegyedén.

### Április
- április 18. – Pierre Laval alakít kormányt Franciaországban.[12]

### Május
- május 4. – A Korall-tengeri csata fordulópont a távolkeleti fronton, az amerikaiak tengeren legyőzik a japánokat.
- május 12. – A szovjet csapatok ellentámadásba mennek át Harkov térségében.
- május 15. – A szlovák parlament utólagosan jóváhagyja a zsidók deportálását; az egyetlen ellenszavazatot a Magyar Párt képviselője, Esterházy János adja le, míg több szlovák képviselő – tiltakozása jeléül – a szavazás idején elhagyja az üléstermet.
- május 26.
  - Angol–szovjet segítségnyújtási egyezmény megkötése.[13]
  - Elkezdődik a Thészeusz hadművelet.
- május 27. – A Berlin–Prága országúton cseh fegyveres ellenállók egy csoportja merényletet hajt végre Reinhard Heydrich birodalmi protektor ellen. (Heydrich június 4-én egy prágai kórházban halt meg, míg a két cseh katona, Jozef Gabčík és Jan Kubiš június 18-án egy prágai templomban – a német túlerővel szemben hősiesen védekezve – saját maguk vetettek véget életüknek.)[6][14]
- május 28. – A szovjetek súlyos vereséget szenvednek a németektől Harkovnál.
- május 30. – Köln éjjeli bombázásával kezdetét veszik a Németország elleni angolszász légitámadások.

### Június
- június 4. – Merénylet áldozata lesz a Cseh–Morva Protektorátus helytartója, Reinhard Heydrich.
- június 4–7. – A midwayi csatában az Egyesült Államok győzelmet arat a japán flotta felett.
- június 5.
  - Az Amerikai Egyesült Államok hadat üzen Bulgáriának, Magyarországnak, Romániának.[8]
  - A német csapatok elfoglalják Szevasztopolt.
- június 10.
  - A Reinhard Heydrich elleni merényletre válaszul SS-csapatok kivégzik Lidice falu férfi lakosait, a nőket és a gyermekeket koncentrációs táborba hurcolják.
  - A német csapatok újabb offenzívát indítanak a Szovjetunió déli területein.
- június 11. – Szovjet–amerikai kölcsönös segítségnyújtási egyezményt írnak alá.
- június 13. – Elkezdődik a Pastorius hadművelet.
- június 21. – Erwin Rommel csapatai élén bevonul Tobrukba.

### Július
- július 11. –
  - Szevasztopol német kézen.
  - Megkezdődik a berlini zsidóság Auschwitzba deportálása.[7]
  - Szovjet-amerikai szerződés az agresszió elleni harc alapelveiről.[13]
- július 16-áról 17-ére virradó éjszaka – Párizsban tizenháromezer zsidót tartóztatnak le, utóbb németországi megsemmisítő táborokba szállítják őket.[15]
- július 24. – Rosztov-na-Donut megszállják a német csapatok.

### Augusztus

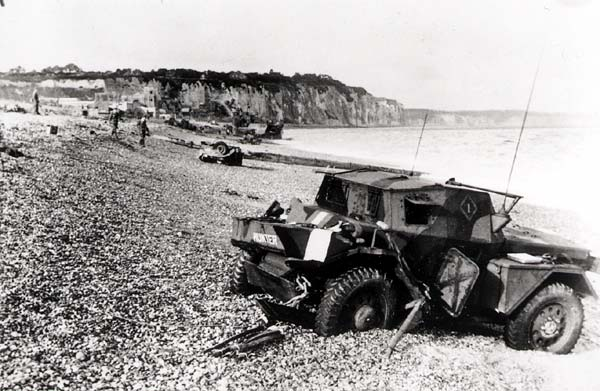
A Dieppe-i csata (augusztus 19.)

- augusztus 5. – Az angol kormány Németország szerződésszegése miatt érvénytelennek tekinti a müncheni szerződést.[6]
- augusztus 12. – Az amerikaiak első, a 8. légi hadsereg által Angliából végrehajtott startrégiai bombatámadása a francia Rouen városa ellen.[16]
- augusztus 15. – Jozef Tiso holicsi beszédében kinyilvánítja a szlovákok „jogát” arra, hogy megszabaduljanak a zsidóktól.
- augusztus 19. – Az angol–amerikai csapatok partra szállnak Dieppe-nél, azonban a hídfőt a német egységek megsemmisítik.
- augusztus 20. – A kormányzóhelyettes repülőszerencsétlenség áldozata lesz a keleti fronton.[10]
- augusztus 23. – Megkezdődik a sztálingrádi csata.
- augusztus 29. – Bulgáriában a zsidók számára kötelezővé teszik a sárga csillag viselését, kitiltják őket a nyilvános helyekről, valamint megtiltják, hogy használják a tömegközlekedést.[17]

### Szeptember
- szeptember 4.
  - A Szovjetunió légiereje megkezdi Budapest bombázását.[forrás?]
  - A német kormány korábbi „csereakció”-jának alapelve megváltozik a francia állampolgárokkal szemben. A meghirdetett „csereakció” négy önkéntes francia állampolgár németországi munkája fejében egy francia hadifogoly hazaengedése állt. Ettől a naptól fogva kötelező munkaszolgálattá alakították az önkéntesek nagy számú csoportjait, és haláltáborokba hurcolták.
- szeptember 6. – Magyarországon kihirdetik az 1942. évi XV. törvénycikket, amely szerint a zsidók nem szerezhetnek mezőgazdasági ingatlanokat, és a birtokukban levőket kötelesek eladni.[18]
- szeptember 9. – A jugoszláv emigráns kormány moszkvai képviselete követség rangjára emelkedik. (Tito tiltakozik.)[3]
- szeptember 17. – Karl Dönitz tengernagy, a német tengeralattjárók főparancsnoka kiküldi az U-Boot-parancsnokoknak a hírhedett Laconia-parancsot, amelyben kifejezetten megtiltja, hogy az ellenséges hajótörötteket megmentsék.[19]

### Október

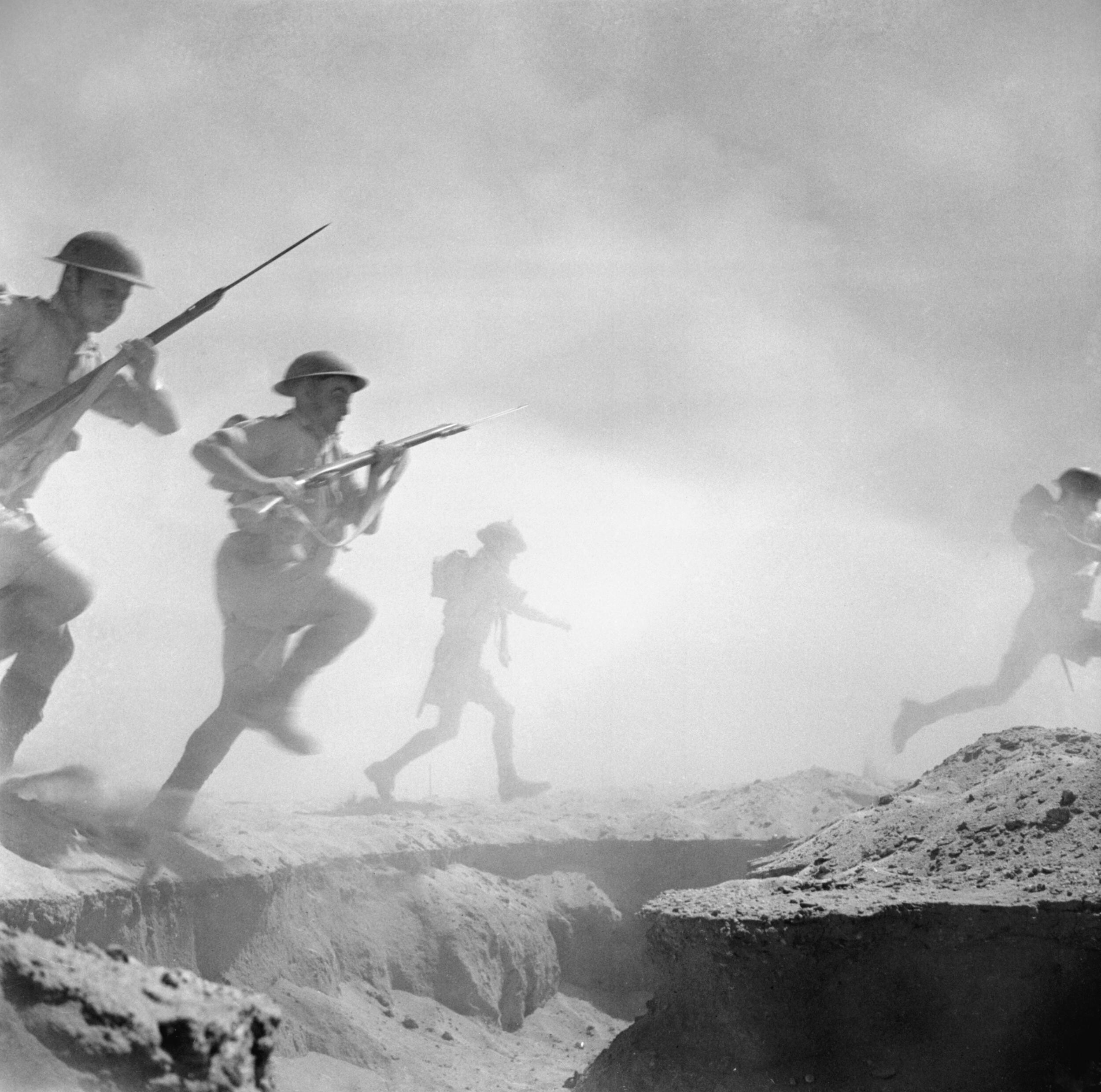
Rohamra induló katonák el-Alameinnél (október 24.)

- október 23. – A második el-alameini csata kezdete.
- október 25. – A zágrábi katedrálisban megtartott ünnepi misén Alojzije Stepinac érsek arról szól, hogy az emberek fajtól függetlenül egyenlőek.[20]
- október 26. – Norvégiában törvény mondja ki a zsidó közösség vagyonának teljes elkobzását.

### November
- november 8. – A Fáklya hadművelet során angol és amerikai csapatok szállnak partra a Észak-Afrikában Casablancánál, Algírnál és Oránnál.[21]
- november 11.
  - A német csapatok megszállják egész Franciaországot.[22]
  - Olasz és német egységek vonulnak be Korzikára és Tuniszba.
- november 13. – A japán csapatok súlyos vereséget szenvednek a Salamon-szigeteknél.
- november 19. – Szovjetunió elkezdi téli offenzíváját a doni fronton a németek ellen.
- november 22. – Sztálingrádnál a szovjet túlerő bekeríti a 6. német hadsereget.
- november 26. – Megalakul az AVNOJ („Jugoszlávia Népfelszabadító Antifasiszta Tanácsa”) Josip Broz Tito vezetésével. (Az AVNOJ programja szerint azonos demokratikus jogok illetik meg Jugoszlávia minden népét. A háború után szabad választást tartanak. Elismeri a magántulajdon sérthetetlenségét és a magánkezdeményezést a gazdasági életben.)[3]
- november 27.
  - A touloni kikötőben – a francia matrózok – elsüllyesztik a francia hajóhadat, hogy az ne kerüljön a németek kezére.
  - Tömeges kitelepítés kezdődik Zamość (lublini vajdaság) környékéről. (Himmler tervei szerint itt egy németek által betelepített övezetet kell létrehozni.)[2]
- november 28. – A bostoni Cocoanut Grove szórakozóhelyen kitört tűzben 492 ember veszti életét és mintegy 130-an sérülnek meg, mellyel az esemény a történelem legsúlyosabb szórakozóhelyi balesete lesz.

### Határozatlan dátumú események
- március – Létrehozzák a Lengyel Munkáspárt illegális fegyveres szervezetét, a Népi Gárdát (Gwardia Ludowa – GL).[2]
- július vége–szeptember eleje – A németek első akciója a varsói gettó likvidálására. (A lakosok egy részét elszállítják a haláltáborokba. 1940 őszétől 1942 közepéig mintegy 100 ezer zsidó hal éhen és pusztul el járványos betegségekben a gettóban.)[2]

## Az év témái

### 1942 a filmművészetben
- november 26. – New Yorkban, a „Hollywood Theater” filmszínházban bemutatják Humphrey Bogart és Ingrid Bergman főszereplésével a „Casablanca” című filmet, melyet Kertész Mihály rendezett.

### 1942 az irodalomban
- Kodolányi János: Rókatánc (elbeszélések)
- Kodolányi János: Holdvilág völgye (regény)

### 1942 a sportban
- Története során a Csepeli Weisz-Manfréd FC először nyeri meg az NB1-et. Először fordul elő, hogy nem budapesti csapat végez az élen.

### 1942 a tudományban
- december 2. – A chicagói futballstadionban Enrico Fermi és Szilárd Leó beindították a világ első ellenőrzött, önfenntartó nukleáris láncreakcióját.
- Lükő Gábor: A magyar lélek formái néprajzi tárgyú könyvének megjelenése

### 1942 a vasúti közlekedésben
- december 5. – Átadják Szeretfalva–Déda-vasútvonalat, amely összeköttetést biztosít a Székelyföld és a magyar vasúti hálózat között.[23]

### 1942 a zenében
- szeptember 24. – Huszka Jenő Mária főhadnagy operettjének bemutatója

## Születések
- január 3. – Dušan Kováč szlovák történész, az MTA tagja
- január 3. – Sólyom László, a Magyar Köztársaság elnöke († 2023)
- január 5. – Kiss Ferenc olimpiai bronzérmes magyar birkózó († 2015)
- január 8. – Stephen Hawking angol fizikus († 2018)
- január 13. – Veress Miklós, József Attila-díjas magyar költő, műfordító, kritikus, szerkesztő († 2019)
- január 14. – Kopp Mária, magyar orvos, pszichológus († 2012)
- január 17. – Muhammad Ali olimpiai (1960) és háromszoros világbajnok (WBC, 1964, 1974, 1978) ökölvívó († 2016)
- január 25. – Eusébio, aranylabdás portugál labdarúgó († 2014)
- február 9. – Balogh István Sándor magyar kertészmérnök, szőlész, egyetemi oktató
- február 14. – Michael Bloomberg amerikai üzletember és New York polgármestere
- február 15. – Hammerl László, olimpiai bajnok magyar sportlövő, edző, a nemzet sportolója († 2024)
- március 1. – Szegedi Erika, Jászai Mari-díjas magyar színésznő, érdemes és kiváló művész († 2023)
- március 4. – Sztevanovity Zorán Kossuth-díjas magyar énekes, gitáros, zeneszerző
- március 18. – Illés Lajos, Kossuth-díjas magyar zenész, az Illés-együttes alapítója († 2007)
- március 20. – Kristóf Tibor, magyar színész († 2009)
- március 25. – Aretha Franklin, tizennyolcszoros Grammy-díjas amerikai énekesnő († 2018)
- március 26. – Litkey Bence, többszörös magyar bajnok vitorlázó († 2011)
- április 9. – Bodnár András, olimpiai bajnok magyar vízilabdázó, sportvezető, orvos
- április 13. – Polónyi Gyöngyi, magyar színésznő († 2012)
- április 20. – Nemere Zoltán, kétszeres olimpiai bajnok vívó († 2001)
- április 23. – Faházi János, magyar asztaliteniszező
- április 24. – Barbra Streisand, Oscar-díjas amerikai énekesnő, színésznő
- május 2. – Jacques Rogge belga sportvezető, a Nemzetközi Olimpiai Bizottság nyolcadik elnöke († 2021)
- május 3. – Bujtor István, Balázs Béla-díjas magyar színész († 2009)
- május 3. – Loredana Nusciak olasz színésznő, fotómodell († 2006)
- május 4. – Róna Péter magyar közgazdász, jogász, üzletember, egyetemi oktató, 2022-ben az ellenzék köztársasági elnökjelöltje
- május 6. – Gergátz Elemér, magyar állatorvos, miniszter († 2019)
- május 13. – Schmitt Pál olimpiai- és világbajnok vívó, sportdiplomata, a MOB elnöke, köztársasági elnök, a nemzet sportolója
- május 14. – Kúnos György amerikai magyar orvos, neuroendokrinológus, farmakológus, az MTA tagja
- május 20. – David Proval amerikai színész
- május 22. – Theodore Kaczynski egy amerikai anarchista terrorista († 2023)
- május 23. – Komlós János amerikai magyar matematikus, az MTA tagja
- május 28. – Fodor Zsóka magyar színésznő
- május 31. – Békesi László magyar közgazdász, politikus, pénzügyminiszter
- június 3. – Reimholz Péter építészmérnök, belsőépítész, egyetemi tanár († 2009)
- június 4. – Béres Ilona Kossuth-díjas magyar színésznő, a nemzet művésze
- június 5. – Almási Éva Kossuth-díjas magyar színésznő, kiváló művész, a nemzet színésze
- június 10. – Ernyey Béla magyar színész
- június 11. – Ráday Mihály Kossuth-díjas magyar filmoperatőr, rendező, tévés szerkesztő, városvédő († 2021)
- június 16. – John Rostill, brit zenész, (basszus)gitáros, a Shadows tagja († 1973)
- június 18. – Paul McCartney, brit zenész, énekes, dalszerző, a Beatles tagja
- június 19. – Moammer Kadhafi, líbiai katonatiszt, forradalmár, diktátor († 2011)
- június 20. – Brian Wilson kétszeres Grammy-díjas amerikai dalszerző, producer, énekes, The Beach Boys frontembere († 2025)
- július 11. – Fónagy János, magyar jogász, miniszter
- július 13. – Harrison Ford amerikai színész
- július 29. – Tony Sirico, amerikai színész († 2022)
- augusztus 4. – Don S. Davis amerikai színész († 2008)
- augusztus 10. – Hajnóczy Péter, író († 1981)
- augusztus 18. – Éhn József aranydiplomás építőmérnök, vízépítőipari szakmérnök († 2017)
- augusztus 28. – Fazekas Árpád magyar fogorvos
- augusztus 28. – Szilágyi Tibor, Kossuth-díjas magyar színész
- augusztus 29. – Gottfried John, német színész († 2014)
- szeptember 14. – Czakó Gábor, Kossuth-díjas magyar író, képzőművész, a nemzet művésze († 2024)
- szeptember 15. – Emmerson Mnangagwa zimbabwei politikus, államfő
- október 7. – Halász Judit, Kossuth-díjas magyar színésznő, énekesnő
- október 9. – Bikácsy Gergely, kritikus, a magyar esszéirodalom jelentős képviselője
- október 12. – Dózsa László magyar színész, rendező, érdemes és kiváló művész († 2023)
- október 14. – Nádas Péter, Kossuth-díjas magyar író, drámaíró, esszéista
- október 19. – Medgyessy Péter, a Magyar Köztársaság kormányfője volt 2002 és 2004 között
- október 23. – John Michael Crichton, amerikai író († 2008)
- november 17. – Martin Scorsese, Oscar-díjas amerikai filmrendező
- november 17. – Rosztóczy István magyar kutató orvos († 1993)
- november 19. – Calvin Klein, amerikai divattervező
- november 20. – Joe Biden, amerikai politikus, alelnök, az USA 46. elnöke
- november 21. – Hamari Júlia, magyar opera-énekesnő
- november 24. – András Ferenc Kossuth- és Balázs Béla-díjas magyar filmrendező, a nemzet művésze († 2024)
- november 24. – Oláh János, József Attila-díjas magyar költő, író († 2016)
- november 27. – Jimi Hendrix, amerikai gitáros, énekes († 1970)
- december 1. – Pályi András, magyar író, műfordító
- december 20. – Jean-Claude Trichet, az Európai Központi Bank elnöke
- december 30. – Fred Ward, amerikai színész († 2022)

## Halálozások
- január 8. – Joseph Franklin Rutherford, leginkább a Watch Tower Bible and Tract Society of Pennsylvania második elnökeként ismert, amely Jehova tanúi szervezete (* 1869)
- február 10. – Hazai Samu hivatásos katonatiszt, miniszter (* 1851)
- február 14. – Glover Morrill Allen, amerikai zoológus (* 1879)
- február 22. – Stefan Zweig osztrák költő, író (1881)
- március 18. – Márk Lajos, a FÉSZEK Klub egyik alapító tagja (1901), az 1928-ban létrehozott Munkácsy-Céh elnöke, számos magyar és nemzetközi díjjal kitüntetett festőművész (* 1867)
- március 19. – Clinton Hart Merriam, amerikai zoológus, mammalógus, ornitológus, entomológus, néprajzkutató és természettudós (* 1855)
- április 26. – Kozma Endre magyar motor- és autóversenyző (* 1909)
- június 1. – Vladislav Vančura a 20. század egyik kiemelkedő cseh írója, filmrendező, forgatókönyvíró (* 1891)
- június 4. – Reinhard Heydrich német nemzetiszocialista politikus, katona. (* 1904)
- június 18. – Jozef Gabčík szlovák katona, az egyik elkövetője az Operation Anthropoidnak, Reinhard Heydrich meggyilkolásának (* 1912)
- június 23. – Oláh Gábor magyar költő, író (* 1881)
- augusztus 8. – Szabados Jenő festőművész, a második világháború hősi halottja (* 1911)
- augusztus 20. – Vitéz nagybányai Horthy István repülő főhadnagy, kormányzóhelyettes (* 1904)
- szeptember 4. – Móricz Zsigmond, író, újságíró (* 1879)
- szeptember 6. – Szilágyi László, költő, író, újságíró, operett-szövegkönyvíró (* 1898)
- szeptember 21. – Péchy László földbirtokos, főispán, császári és királyi kamarás, országgyűlési képviselő (* 1877)
- szeptember 30. – Hans-Joachim Marseille német pilóta (* 1919)
- október 12. – Hunyady Sándor, író (* 1890)
- október 13. – Petró Kálmán magyar ügyvéd, kormányfőtanácsos, országgyűlési képviselő (* 1888)
- október 20. – Gyomlay Gyula klasszika-filológus, bizantinológus, az MTA tagja (* 1861)
- november 19. – Bruno Schulz, lengyel író és festőművész (* 1892)
- november 21. – Leopold von Berchtold gróf, osztrák politikus, 1912–15-ig az Osztrák–Magyar Monarchia külügyminisztere (* 1863)
- november 29. – Zipernowsky Károly, magyar feltaláló, gépészmérnök, a magyar erősáramú elektrotechnikai ipar megalapítója (* 1853)
- december 8. – Eitel Frigyes porosz királyi herceg porosz királyi és német császári herceg, a Német Császári Hadsereg vezérőrnagya (* 1883)

## Nobel-díjak
- Fizikai: nem adták ki
- Kémiai: nem adták ki
- Fiziológiai-orvosi: nem adták ki
- Irodalmi: nem adták ki
- Béke: nem adták ki
- Közgazdasági: nem adták ki